# Kurdějov
Kurdějov (en allemand : Gurdau) est une commune du district de Břeclav, dans la région de Moravie-du-Sud, en République tchèque. Sa population s'élevait à 439 habitants en 2020.

## Géographie
Kurdějov se trouve à 3 km au nord-ouest de Hustopeče, à 25 km au nord-nord-ouest de Břeclav, à 29 km au sud-sud-est de Brno et à 210 km au sud-est de Prague.
La commune est limitée par Nikolčice et Diváky au nord, par Boleradice et Horní Bojanovice à l'est, par Starovičky au sud, et par Hustopeče à l'ouest.

## Histoire
La première mention écrite de la localité date de 1286.